# Simalinyang
Simalinyang is een bestuurslaag in het regentschap Kampar van de provincie Riau, Indonesië. Simalinyang telt 2641 inwoners (volkstelling 2010).